# Annales Bertiniani
Annales Bertiniani (łac. Roczniki bertyńskie) – roczniki frankijskie zwane tak od klasztoru Saint-Bertin, gdzie znaleziono ich najstarszy rękopis. Obejmują lata 830-882. Do 860 roku spisywał je Prudencjusz z Troyes, następnie Hinkmar z Reims. Wydane w 1883 przez Georga Weitza w ramach serii Monumenta Germaniae Historica.